# Dobrotwór (gmina)
Dobrotwór – dawna gmina wiejska w powiecie kamioneckim województwa tarnopolskiego II Rzeczypospolitej. Siedzibą gminy był Dobrotwór.

## Historia
Gminę utworzono 1 sierpnia 1934 r. w ramach reformy na podstawie ustawy scaleniowej z dotychczasowych gmin wiejskich: Dobrotwór, Sielec Bieńków (część), Stryhanka i Tyszyca. W skład nowo powstałej gminy wchodziły gromady: Dobrotwór, Gawliki, Podrudne, Sielec Bieńków, Stryhanka, Tyszyca.
Do 1939 wójtem gminy był Kazimierz Godlewski.
Po II wojnie światowej obszar gminy znalazł się w ZSRR.